# Patrik Merk
Patrik Merk (* 21. Juli 1974 in Trübbach) ist ein Schweizer Bahnradsportler.
Seit Ende der 1990er Jahre ist Patrik Merk einer der dominierenden Schweizer Bahnradfahrer, vor allem in den Kurzzeitdisziplinen. 1998 wurde er erstmals Schweizer Meister, im 1000-Meter-Zeitfahren. Seitdem wurde er insgesamt 17-mal nationaler Meister in den Disziplinen Zeitfahren, Sprint und Teamsprint. Zudem stellte er mehrfach Schweizer Bahn-Rekorde auf.